# Poltys nagpurensis
Poltys nagpurensis là một loài nhện trong họ Araneidae.
Loài này thuộc chi Poltys. Poltys nagpurensis được Benoy Krishna Tikader miêu tả năm 1982.